# Người Alan
Người Alan (La-tinh: Alani) là những người du mục gốc Iran thời cổ đại và thời trung cổ đã di cư đến vùng Bắc Kavkaz ngày nay – trong khi một số tiếp tục tới Châu Âu và sau đó là Bắc Phi.
Nói chung được coi là một phần của người Sarmatia, và có thể có liên quan đến người Massagetae. Các nhà sử học hiện đại đã kết nối người Alan với người Yancai (奄蔡, Yêm Thái) ở Trung Á có nguồn gốc từ Trung Quốc và với người Aorsi theo nguồn gốc La Mã.
Người Alan di cư về phía tây và trở thành tộc người thống trị trong cộng đồng người Sarmatia trên thảo nguyên Pontic-Caspian ở Đông Âu, được các nguồn tài liệu La Mã nhắc đến vào thế kỷ thứ 1 sau Công nguyên. Vào thời điểm đó, họ đã định cư ở khu vực phía bắc Biển Đen và thường xuyên tấn công Đế chế Parthia và các tỉnh Kavkaz của Đế chế La Mã. Từ năm 215 đến năm 250 TCN, người Goth đã phá vỡ quyền lực của họ ở thảo nguyên Pontic. Và từ đó đã đồng hóa một bộ phận đáng kể người Alan có liên quan.
Sau khi người Hunnic đánh bại người Goth trên thảo nguyên Pontic vào khoảng năm 375 sau Công nguyên, nhiều người Alan đã di cư về phía tây cùng với nhiều bộ lạc Germanic khác nhau.
Họ băng qua sông Rai-nơ vào năm 406 sau Công nguyên cùng với người Vandal và Suebi, định cư tại Orléans và Valence. Khoảng năm 409 CN, họ cùng với người Vandals và Suebi băng qua dãy Pyrenees vào bán đảo Iberia, định cư ở Lusitania và tỉnh Hispania Carthaginensis của Đế quốc La Mã. Người Alan ở Iberia bị người Visigoth đánh bại một cách vang dội vào năm 418 SCN, sau đó đã phải nhường quyền lực của mình cho người Vandal Hasdingi. Vào năm 428 TCN, người Vandal và người Alan đã vượt eo biển Gibraltar vào Bắc Phi, tại đây họ thành lập một vương quốc tồn tại cho đến khi bị quân đội của Hoàng đế Justinian I Byzantine chinh phạt vào năm 534.
Cuối cùng, vào thế kỷ thứ 9, những người Alan sống dưới sự cai trị của người Hunnic đã thành lập nên vương quốc hùng mạnh của người Alan trong khu vực. Vương quốc này tồn tại cho đến khi bị người Mông Cổ xâm lược vào thế kỷ thứ 13 sau Công nguyên. Nhiều học giả coi những người Alan này là tổ tiên của người Ossetia hiện đại.
Người Alan sử dụng một ngôn ngữ Đông Iran có nguồn gốc từ tiếng Scytho-Sarmatian và sau đó phát triển thành tiếng Ossetia hiện đại.
Cái tên Alan đại diện cho một dạng phương ngữ Đông Iran từ thuật ngữ Aryan cổ trong tiếng Iran, và do đó có nguồn gốc từ tên quốc gia Īrān (số nhiều là *aryānām).

## Tên gọi
Người Alan được các nhà quan sát nước ngoài ghi chép từ thế kỷ thứ 1 TCN trở đi với những cái tên tương tự: tiếng Latinh: Alānī; tiếng Hy Lạp: Ἀλανοί Alanoi; tiếng Trung: 阿蘭聊 Alanliao (Pinyin; Alan + Liu, A Lan Liêu) vào thế kỷ thứ 2, 阿蘭 Alan tại thế kỷ thứ 3, sau đó là Alanguo (阿蘭國, A Lan Quốc); tiếng Parthia và tiếng Ba Tư trung đại Alānān (số nhiều); tiếng Ả Rập Alān (số ít); tiếng Suryani Alānayē; tiếng Armenia cổ Alank'; tiếng Gruzia Alaneti ('đất nước của người Alan'); tiếng Hebrew Alan (số nhiều là Alanim).
Những cách viết bằng tiếng Latinh hiếm gặp hơn bao gồm Alauni hay Halani. Tên này cũng được giữ nguyên trong tiếng Ossetia hiện đại là Allon.
Tên dân tộc Alān là một biến thể phương ngữ của tiếng Iran cổ *Aryāna, bản thân nó bắt nguồn từ gốc  arya-, có nghĩa là 'Aryan', cách tự gọi chung của các dân tộc Ấn Độ-Iran.
Có lẽ nó được sử dụng vào thời kỳ đầu lịch sử của người Alan với mục đích thống nhất một nhóm bộ lạc không đồng nhất thông qua việc kêu gọi nguồn gốc chung 'Aryan' của tổ tiên. Giống như tên gọi Iran (*Aryānām), tính từ *aryāna có liên quan đến Airyanəm Waēǰō ('việc mở rộng của người Arya'), quê hương huyền thoại của người Iran đầu tiên được nhắc đến trong kinh Avesta.
Một số tên dân tộc khác cũng mang tên của người Alan: Rhoxolāni ('Alan tươi sáng'), một nhánh của người Alan có tên có thể liên quan đến các hoạt động tôn giáo, và Alanorsoi ('Alan trắng'), có lẽ là một liên minh ủa người Alan và Aorsi. Tên riêng Alan và Alain (từ tiếng Latin là Alanus) có thể đã được những người định cư Alan phổ biến sang Tây Âu vào thiên niên kỷ thứ nhất sau Công nguyên.
Trong suốt chiều dài lịch sử, người Alan cũng được biết đến với một nhóm tên gọi liên quan khác bao gồm các biến thể như Asi, As và Os (Iasi hay Olani trong tiếng Romania, Uzi trong tiếng Bulgari, Jász trong tiếng Hungary, Jasy trong tiếng Nga, Osi của Gruzia). Chính cái tên này là nguồn gốc của tiếng Ossetia hiện đại.